# Gernot Faderbauer
Gernot Faderbauer (Viena, 23 de abril de 1969) es un deportista austríaco que compitió en remo. Ganó tres medallas de oro en el Campeonato Mundial de Remo entre los años 1993 y 1995.

## Palmarés internacional
| Campeonato Mundial | Campeonato Mundial            | Campeonato Mundial | Campeonato Mundial  |
| Año                | Lugar                         | Medalla            | Prueba              |
| ------------------ | ----------------------------- | ------------------ | ------------------- |
| 1993               | Račice (República Checa)      | Medalla de oro     | Cuatro scull ligero |
| 1994               | Indianápolis (Estados Unidos) | Medalla de oro     | Cuatro scull ligero |
| 1995               | Tampere (Finlandia)           | Medalla de oro     | Cuatro scull ligero |